# Oswin Appollis
Oswin Reagan Appollis (Città del Capo, 25 agosto 2001) è un calciatore sudafricano, centrocampista o ala del Polokwane City e della nazionale sudafricana.

## Carriera

### Club
Ha giocato nella prima divisione sudafricana.

### Nazionale
Ha esordito con la nazionale sudafricana il 21 novembre 2023, nella partita di qualificazione al Mondiale 2026 persa per 2-0 contro il Ruanda. È stato poi convocato per la Coppa d'Africa 2023.

## Statistiche

### Cronologia presenze e reti in nazionale
| Cronologia completa delle presenze e delle reti in nazionale ― Sudafrica | Cronologia completa delle presenze e delle reti in nazionale ― Sudafrica | Cronologia completa delle presenze e delle reti in nazionale ― Sudafrica | Cronologia completa delle presenze e delle reti in nazionale ― Sudafrica | Cronologia completa delle presenze e delle reti in nazionale ― Sudafrica | Cronologia completa delle presenze e delle reti in nazionale ― Sudafrica | Cronologia completa delle presenze e delle reti in nazionale ― Sudafrica | Cronologia completa delle presenze e delle reti in nazionale ― Sudafrica |
| Data                                                                     | Città                                                                    | In casa                                                                  | Risultato                                                                | Ospiti                                                                   | Competizione                                                             | Reti                                                                     | Note                                                                     |
| ------------------------------------------------------------------------ | ------------------------------------------------------------------------ | ------------------------------------------------------------------------ | ------------------------------------------------------------------------ | ------------------------------------------------------------------------ | ------------------------------------------------------------------------ | ------------------------------------------------------------------------ | ------------------------------------------------------------------------ |
| 21-11-2023                                                               | Butare                                                                   | Ruanda                                                                   | 2 – 0                                                                    | Sudafrica                                                                | Qual. Mondiali 2026                                                      | -                                                                        | 75’                                                                      |
| 10-1-2024                                                                | Pretoria                                                                 | Sudafrica                                                                | 1 – 0                                                                    | Lesotho                                                                  | Amichevole                                                               | -                                                                        | Uscita                                                                   |
| 10-2-2024                                                                | Abidjan                                                                  | Sudafrica                                                                | 0 – 0 (6 – 5 dtr)                                                        | RD del Congo                                                             | Coppa d'Africa 2023 - Finale 3º posto                                    | -                                                                        | 58’                                                                      |
| 26-3-2024                                                                | Baraki                                                                   | Algeria                                                                  | 3 – 3                                                                    | Sudafrica                                                                | Amichevole                                                               | -                                                                        | 63’                                                                      |
| 7-6-2024                                                                 | Uyo                                                                      | Nigeria                                                                  | 1 – 1                                                                    | Sudafrica                                                                | Qual. Mondiali 2026                                                      | -                                                                        | 71’                                                                      |
| 11-6-2024                                                                | Bloemfontein                                                             | Sudafrica                                                                | 3 – 1                                                                    | Zimbabwe                                                                 | Qual. Mondiali 2026                                                      | -                                                                        | 90+3’                                                                    |
| 6-9-2024                                                                 | Johannesburg                                                             | Sudafrica                                                                | 2 – 2                                                                    | Uganda                                                                   | Qual. Coppa d'Africa 2025                                                | -                                                                        | 62’                                                                      |
| 10-9-2024                                                                | Giuba                                                                    | Sudan del Sud                                                            | 2 – 3                                                                    | Sudafrica                                                                | Qual. Coppa d'Africa 2025                                                | 2                                                                        | 72’                                                                      |
| 11-10-2024                                                               | Port Elizabeth                                                           | Sudafrica                                                                | 5 – 0                                                                    | Rep. del Congo                                                           | Qual. Coppa d'Africa 2025                                                | -                                                                        | 66’                                                                      |
| 15-10-2024                                                               | Brazzaville                                                              | Rep. del Congo                                                           | 1 – 1                                                                    | Sudafrica                                                                | Qual. Coppa d'Africa 2025                                                | -                                                                        | 69’                                                                      |
| 15-11-2024                                                               | Kampala                                                                  | Uganda                                                                   | 0 – 2                                                                    | Sudafrica                                                                | Qual. Coppa d'Africa 2025                                                | -                                                                        | 84’                                                                      |
| 19-11-2024                                                               | Città del Capo                                                           | Sudafrica                                                                | 3 – 0                                                                    | Sudan del Sud                                                            | Qual. Coppa d'Africa 2025                                                | -                                                                        |                                                                          |
| 25-3-2025                                                                | Abidjan                                                                  | Benin                                                                    | 0 – 2                                                                    | Sudafrica                                                                | Qual. Mondiali 2026                                                      | -                                                                        | 68’                                                                      |
| Totale                                                                   |                                                                          | Presenze                                                                 | 13                                                                       |                                                                          | Reti                                                                     | 2                                                                        |                                                                          |